# Antrechinus mortenseni
Antrechinus mortenseni is een zee-egel uit de familie Urechinidae.
De wetenschappelijke naam van de soort werd in 1990 gepubliceerd door Bruno David & Rich Mooi.